# Jawalamukhi
Jawalamukhi és una ciutat i nagar panchayat al districte de Kangra, a Himachal Pradesh, Índia. Consta al cens del 2001 amb una població de 4.931 habitants. La seva importància deriva del temple de Jawalamukhi o Jawala Mukhi, enriquit durant centúries destacant l'ofrena de Ranjit Singh el 1815.